# Cecilia María Vélez
Cecilia María Vélez White (Frontino, Antioquia) es una economista y política colombiana. Fue rectora de la Universidad Jorge Tadeo Lozano. Fue ministra de Educación en el periodo 2002-2010. Vélez ha sido asimismo presidenta del Directorio de la Red Latinoamericana de Portales Educativos.

## Biografía
Hija del comerciante Juvenal Vélez y de Gabriela White de Vélez. Graduada como economista de la Universidad Jorge Tadeo Lozano, viajó a Bélgica junto a su esposo Álvaro Sierra con fines académicos; obtuvo el título de máster en Ciencias Económicas en la Universidad Católica de Lovaina. En el Instituto Tecnológico de Massachusetts cursó el programa especial de Estudios Urbanos y Regionales para Áreas en Desarrollo y regresó a Colombia, instalándose en Bogotá en 1977.

## Carrera profesional
Fue ministra Consejera en Asuntos económicos en la embajada de Colombia ante Gran Bretaña en Londres, trabajó en el Departamento Nacional de Planeación como subdirectora de Planeación Nacional y luego como directora de la Unidad de Desarrollo Territorial, donde lideró la formulación de los proyectos de ley sobre descentralización, que transfirieron responsabilidades del sector social a las entidades territoriales. Participó asimismo en la discusión de la ley 115 que sirve de marco a la educación.
Vélez también fue jefa de planeación del Fondo de Desarrollo Urbano del Banco Central Hipotecario, subdirectora de Planeación del Banco de la República de Colombia y subdirectora de esta entidad durante el gobierno de César Gaviria. Además fue analista de proyectos en Carbocol. Desde 1998 manejó con principios de economista el sector educativo en Bogotá.
En 1998 fue nombrada secretaria de Educación de Bogotá por el alcalde Enrique Peñalosa y fue ratificada por su sucesor Antanas Mockus en 2001. En 2002 fue designada como Ministra de Educación Nacional por el expresidente Álvaro Uribe.
Durante sus casi ocho años de gestión se ha enfocado en la ampliación de la cobertura en educación primaria y secundaria y la implementación de estándares de calidad.[cita requerida]